# Heeresgruppe A
Heeresgruppe A war die Bezeichnung für drei verschiedene Heeresgruppenkommandos des Heeres der Wehrmacht während des Zweiten Weltkrieges. Ein Heeresgruppenkommando ist eine Kommandobehörde für die Führung unterstellter Armeen und unabhängiger Heerestruppen.

## Geschichte

### Erste Formation
Die Heeresgruppe A entstand im Oktober 1939 durch Umbenennung der zuvor beim Überfall auf Polen eingesetzten Heeresgruppe Süd und übernahm die Führung der an der Westfront eingesetzten 12. und 16. Armee gegenüber Belgien und Luxemburg, später auch der nördlich angelehnten 4. Armee. Ab dem 10. Mai 1940 wurde sie im Schwerpunkt der ersten Phase des Westfeldzuges („Fall Gelb“) eingesetzt, um mit der Masse der gepanzerten und motorisierten Kräfte des Heeres durch die Ardennen hindurch, über die Maas hinweg an die Sommemündung vorzustoßen und so die alliierten Kräfte in Nordfrankreich und Belgien abzuschneiden und zu vernichten („Sichelschnittplan“). Ab dem 5. Juni 1940 griff die Heeresgruppe in der Schlacht um Frankreich („Fall Rot“) aus Stellungen nördlich der Aisne heraus auf Reims an, durchbrach die Stellungen der verbliebenen französischen Kräfte und stieß tief nach Süden und Südosten vor, wodurch die französischen Kräfte in der Maginot-Linie abgeschnitten und im Rücken gefasst wurden. Nach Beendigung des Frankreichfeldzugs stellte die Heeresgruppe ab Oktober 1940 den Oberbefehlshaber West. Im April 1941 verlegte das Heeresgruppenkommando die Heeresgruppe A nach Polen, wo mit Beginn des deutschen Angriffs auf die Sowjetunion am 22. Juni die Umbenennung in Heeresgruppe Süd erfolgte.

### Zweite Formation
Die Heeresgruppe A entstand neu im Juli 1942 durch die Aufteilung der in Südrussland und der Ukraine kämpfenden Heeresgruppe Süd in die Heeresgruppen A und B. Sie griff mit der 1. Panzerarmee und der 17. Armee (von August bis September 1942 waren die 17. Armee und die rumänische 3. Armee zur Armeegruppe Ruoff zusammengefasst) aus dem Raum des unteren Don heraus auf den Kaukasus und das Erdölgebiet von Baku am Kaspischen Meer an („Unternehmen Edelweiß“). Dieser Angriff kam im Oktober/November 1942 aus Kräftemangel und aufgrund des sich versteifenden sowjetischen Widerstandes am Nordhang des Kaukasus und vor Grosny zum Stehen. Trotz der sich abzeichnenden Katastrophe der 6. Armee bei Stalingrad wurde die Heeresgruppe bis Dezember 1942 in ihren Stellungen belassen. Erst Anfang 1943 wurde die 1. Panzerarmee an die Heeresgruppe Süd (ehemals Heeresgruppe Don) abgegeben. Die bei der Heeresgruppe A verbliebene 17. Armee zog sich ab Januar 1943 in den Kuban-Brückenkopf zurück, während der Befehlshaber der Krim die Halbinsel verteidigte. Im September 1943 wurde die 17. Armee auf die Krim zurückgezogen. Der Heeresgruppe wurde im Oktober 1943 von der Heeresgruppe Süd die (neuaufgestellte) 6. Armee übertragen, die zunächst die Nogaische Steppe zwischen Dnepr und Asowschem Meer beiderseits Melitopol verteidigte, sich jedoch im Oktober 1943 hinter den Unterlauf des Dnjepr zurückziehen musste. Die 17. Armee wurde damit auf der Krim isoliert, wo sie im Mai 1944 fast vollständig vernichtet wurde. Im März 1944 wurde der Heeresgruppe zusätzlich die 8. Armee in Nordbessarabien unterstellt, die von der Heeresgruppe Süd abgesprengt worden war. Am 1. April 1944 wurde die Heeresgruppe A umbenannt in Heeresgruppe Südukraine.

### Dritte Formation
Im September 1944 wurde die Heeresgruppe A durch Umbenennung der Heeresgruppe Nordukraine (ehemals Heeresgruppe Süd) wieder gebildet. Sie verteidigte Südpolen und die Slowakei mit der 9. Armee (von Heeresgruppe Mitte) und der 4. Panzerarmee hinter der Weichsel, der 17. Armee zwischen Weichsel und Beskiden und der 1. Panzerarmee in der Slowakei. Anfang Januar 1945 wurde die Heeresgruppe während der Weichsel-Oder-Operation durch die Offensive der 1. Ukrainischen Front, der aus dem Weichsel-Brückenkopf von Baranów Sandomierski erfolgte, fast vollständig zerschlagen. Am 25. Januar 1945 erfolgte die letzte Umbenennung, diesmal in Heeresgruppe Mitte.

## Oberbefehlshaber
| Datum                                    | Oberbefehlshaber                                          |
| ---------------------------------------- | --------------------------------------------------------- |
| 26. Oktober 1939 bis 22. Juni 1941       | Generalfeldmarschall Gerd von Rundstedt                   |
| 10. Juli bis 9. September 1942           | Generalfeldmarschall Wilhelm List                         |
| 10. September 1942 bis 22. November 1942 | direkt dem OKH unter Leitung von Adolf Hitler unterstellt |
| 23. November 1942 bis 30. März 1944      | Generalfeldmarschall Ewald von Kleist                     |
| 1. April bis 24. September 1944          | Generaloberst Ferdinand Schörner                          |
| 24. September 1944 bis 17. Januar 1945   | Generaloberst Josef Harpe                                 |
| 17. bis 25. Januar 1945                  | Generaloberst Ferdinand Schörner                          |

## Unterstellte Großverbände
| Datum          | Unterstellte Großverbände                                                           |
| -------------- | ----------------------------------------------------------------------------------- |
| November 1939  | 16. Armee, 12. Armee                                                                |
| Mai 1940       | 16. Armee, 12. Armee, 4. Armee, 2. Armee, Panzergruppe von Kleist                   |
| Juni 1940      | 16. Armee, 12. Armee, 2. Armee, Panzergruppe Guderian                               |
| Juli 1940      | 6. Armee, 16. Armee, 9. Armee                                                       |
| August 1940    | 9. Armee, 16. Armee                                                                 |
| September 1940 | 9. Armee, 16. Armee, Kommandeur der deutschen Truppen in Holland                    |
| November 1940  | 9. Armee, 16. Armee                                                                 |
| Mai 1941       | 6. Armee, 17. Armee                                                                 |
| August 1942    | 1. Panzerarmee, Armeegruppe Ruoff, 11. Armee                                        |
| September 1942 | 1. Panzerarmee, Armeegruppe Ruoff, Befehlshaber der Krim                            |
| Januar 1943    | 1. Panzerarmee, 17. Armee, Befehlshaber der Krim                                    |
| Februar 1943   | 17. Armee, Befehlshaber der Krim                                                    |
| März 1943      | 17. Armee, Befehlshaber der Krim, Befehlshaber der Straße Kertsch                   |
| Oktober 1943   | 6. Armee, 17. Armee                                                                 |
| Januar 1944    | 3. rumänische Armee, 17. Armee, Befehlshaber der deutschen Truppen in Transnistrien |
| März 1944      | 6. Armee, 3. rumänische Armee, 17. Armee                                            |
| Oktober 1944   | 4. Panzerarmee, 17. Armee, Armeegruppe Heinrici                                     |
| November 1944  | 4. Panzerarmee, 17. Armee, 1. Panzerarmee                                           |
| Dezember 1944  | 9. Armee, 4. Panzerarmee, 17. Armee, 1. Panzerarmee                                 |
| Januar 1945    | 9. Armee, 4. Panzerarmee, 17. Armee, Armeegruppe Heinrici                           |